# Quellenwanderweg im Frankfurter Grüngürtel
Der Quellenwanderweg im Frankfurter Grüngürtel ist ein ausgeschilderter Wanderweg von 6 km Länge und etwa 60 m Höhenunterschied in Frankfurt am Main. Er führt an neunzehn gefassten (ummauerten) und ungefassten Quellen vorbei, deren Geschichte und historische Nutzung am Hauptwanderweg auf Informations-Stelen und -Tafeln vor Ort beschrieben wird. Fünf der neunzehn Quellen liegen etwas abseits und sind nicht mit Informationstafeln versehen. Für die Wanderung werden laut Prospekt der Stadt Frankfurt etwa drei Stunden (ohne Pausen) benötigt. Der Wanderweg ist Teil des Naturschutz- und Naherholungsgebiets Frankfurter Grüngürtel.

## Verlauf und Geologie

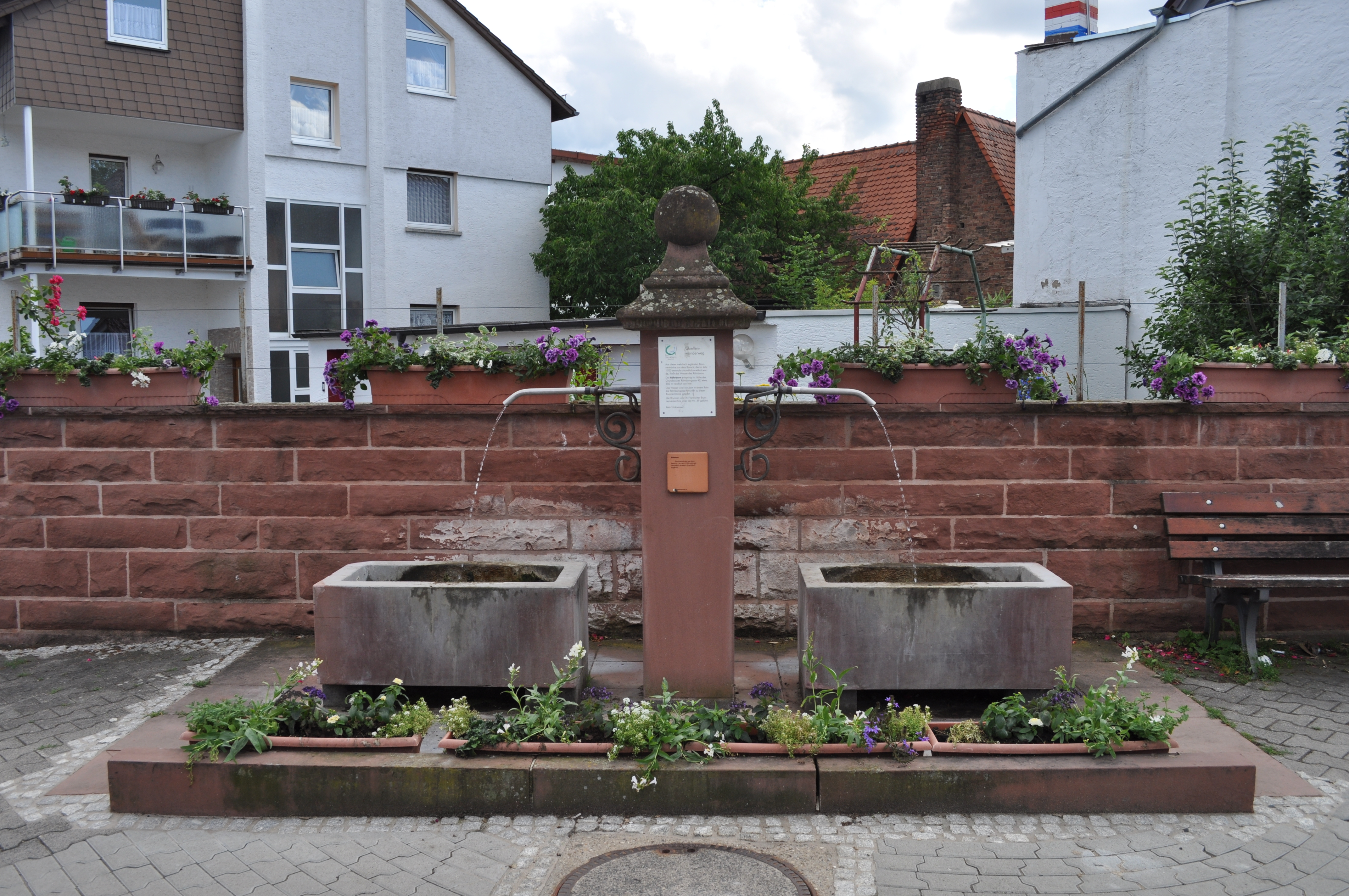
Fassung des Röhrborns an der Röhrborngasse im Stadtteil Enkheim (Nr. 16)

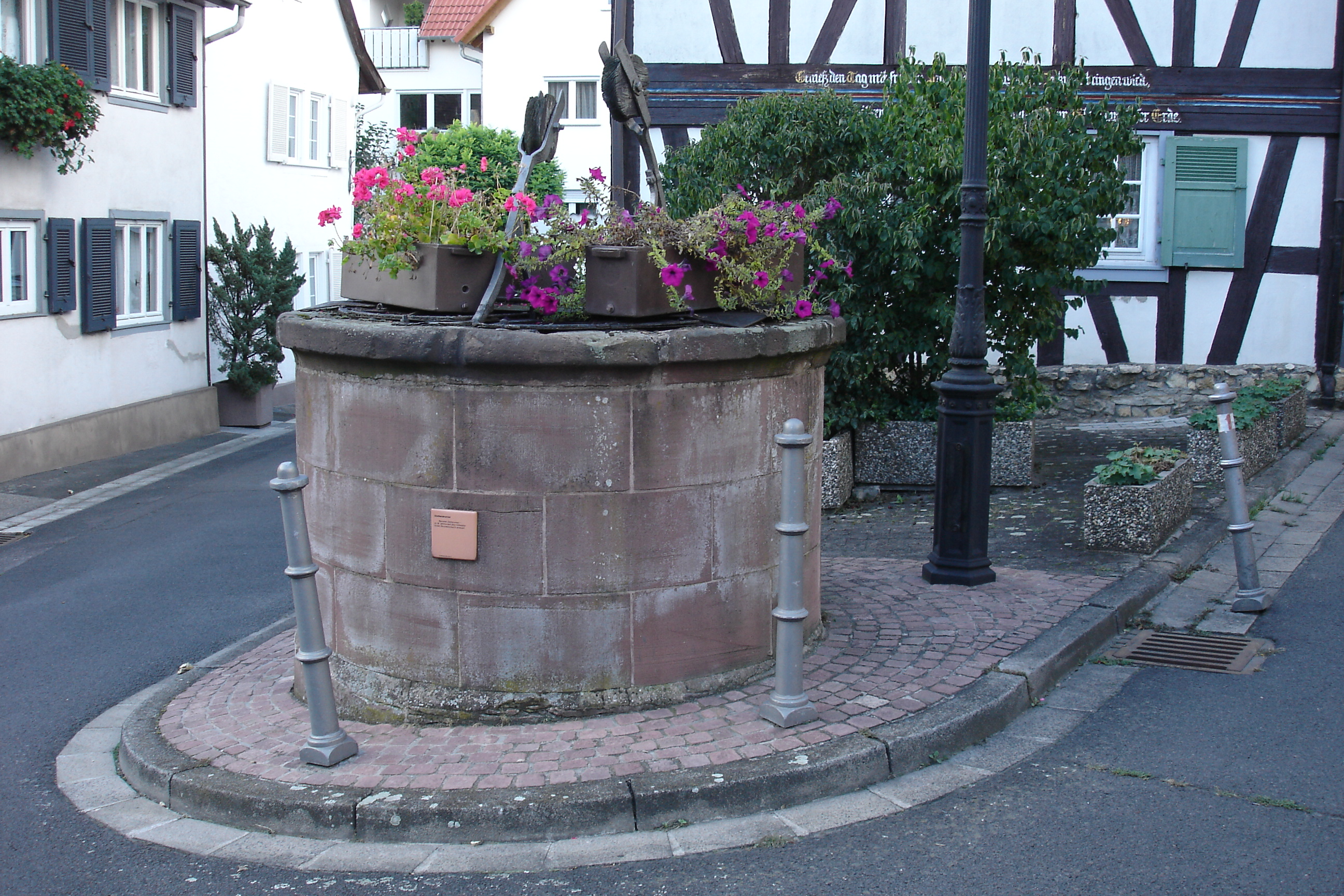
Der Günthersbrunnen zwischen den Straßen Gangstraße und Am Berger Spielhaus (Nr. 19)

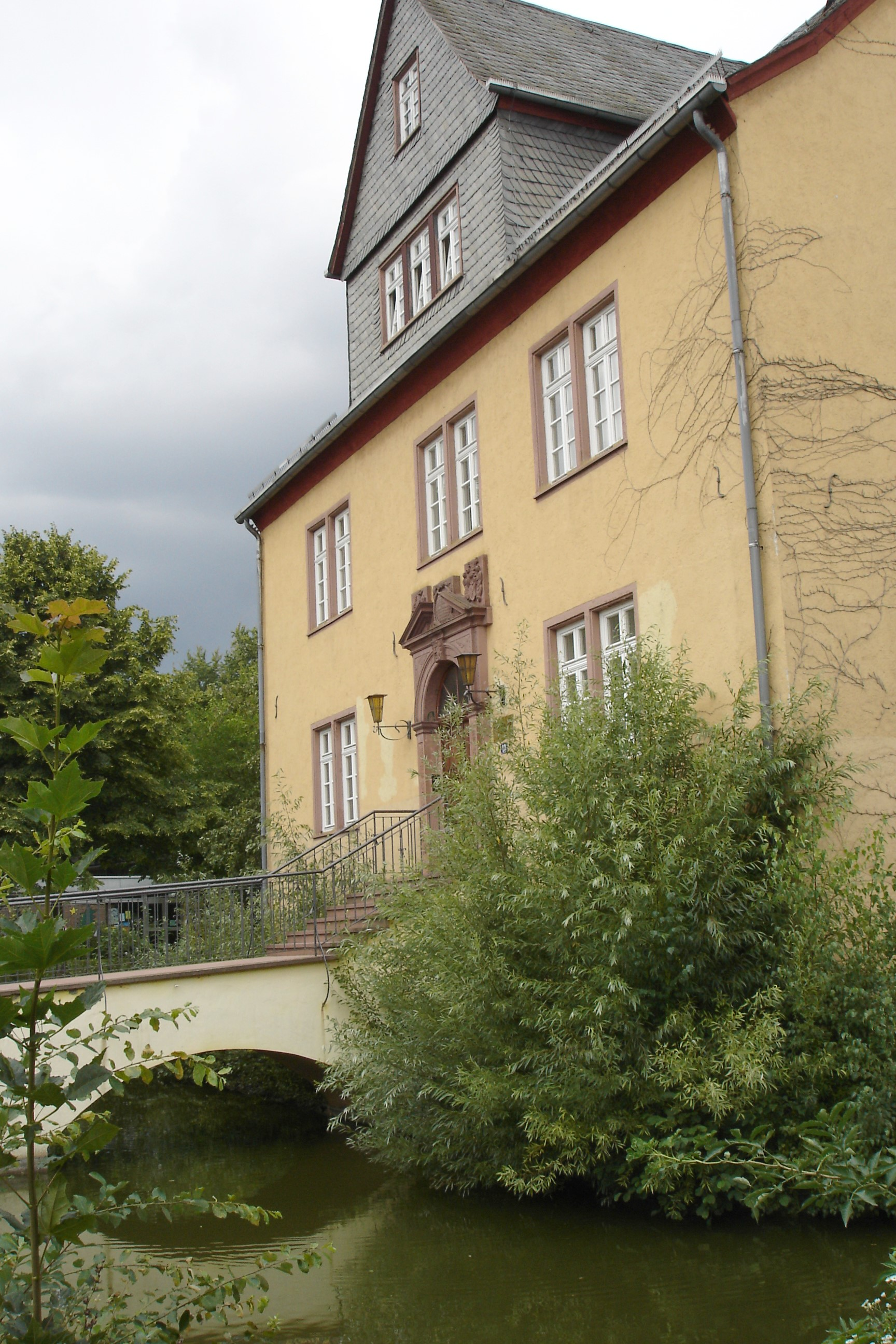
Der Schelmenborn in Bergen (Wassergraben der Schelmenburg, Quelle Nr. 20)

Der Wanderweg beginnt im Frankfurter Stadtteil Seckbach an der Quelle Alteborn („alter Brunnen“) in der Atzelbergstraße. Von dort aus führt er nach Norden und Nordosten durch den historischen Ortskern Seckbachs über den zum Berger Rücken gehörenden Kamm des Lohrbergs zum Stadtteil Bergen, macht dort eine Schleife nach Süden durch den Stadtteil Enkheim und leitet in nördlicher Richtung zurück nach Bergen. Der Endpunkt der Wanderung, die neunzehnte Quelle, ist der Schelmenborn, der den Burggraben der Schelmenburg in Bergen füllt.
Bei den Quellen entlang des Wanderwegs handelt sich um Schichtquellen, die durch versickertes Regenwasser an geologischen Grenzen zwischen Gesteinsschichten entstehen. Dort sammelt sich das Wasser über wasserundurchlässigen Mergelschichten. Wo diese undurchlässigen Schichten an die Erdoberfläche stoßen kann das gestaute Wasser als Quelle austreten.

## Die Quellen

### Alteborn
Der Quellenwanderweg beginnt am Alteborn, einer Quelle, die an einem Hang zwischen Atzelberg-Ost und Marienkirche neben einem Treppenaufgang zur Zentgrafenstraße zu finden ist. Der Name Alteborn steht für alte Quelle. An einem Born konnte sich in früherer Zeit jedermann frei mit Frischwasser versorgen, ohne jedoch über die bakteriologische Qualität und die chemische Zusammensetzung dieses Wassers Bescheid zu wissen.

### Bachgrund
Die Quelle Bachgrund entspringt am Lohrberg. Sie bildet zusammen mit den Quellen Pfingstgetrieschen, Pfingstlohr, Wüst und einigen Bachgräben auf einer Höhe von 135 Meter über NN den Seckbacher Mühlbach.

### Draisborn
Der Draisborn ist eine am Lohrberg entspringende Quelle, die in der Hintergasse in den Mühlbach mündet.

#### Klingenborn
Der Klingenborn entspringt am Osthang des Lohrberges am Klingenweg auf einer Höhe von 183,3 Metern über NN. Für die Wasserversorgung Seckbachs wurde der Klingelbach ab 1897 in einem Gegenbehälter des Seckbacher Wasserwerks am Lohrberg aufgefangen, über den Seckbachs Osten noch bis 1953 mit Wasser versorgt wurde. Heute fließt der Klingelbach verrohrt ins Seckbacher Ried.

### Lochbrunnen
Der Lochbrunnen tritt in Schichten aus und ist mäßig stark schüttend. Sein Quellhorizont ist diffusen und sumpfigen Charakters, die Quellfassung heute nicht mehr auszumachen. Aufgrund seiner naturnahen Ausprägung und der Vegetationsformen für Feuchtgebiete ist er sehr schutzbedürftig und -würdig.

### Mühlbach/Draisborngraben
Der Seckbacher Mühlbach entsteht am Westhang des Lohrberges in Höhe der Straße Am Lohrberg durch den Zusammenfluss der Lohrberg-Quellen Bachgrund, Pfingstgetrieschen, Pfingstlohr, Wüst und einiger Bachgräben in Höhe von 135 Metern über NN. Inklusive seiner verrohrten Streckenführung hat er eine Gesamtlänge von etwa einem Kilometer. Durch einen naturnahen Umbau wurde er nördlich der Seckbacher Bebauung wieder in sein altes Bett verlegt. Am Grundstück Alsfelder Straße 2/Ecke Hintergasse, unter zwei Buchen, kann man das Rauschen des ab hier in nordöstlicher Richtung Draisborngraben genannten Bachlaufes hören und einen Blick auf das Wasser werfen. Seit 1990 mündet der Bach in das Naturschutzgebiet Seckbacher Ried und speist das Feuchtgebiet.
Bis zum Ende des 19. Jahrhunderts wurde die einstige Seckbacher Wassermühle durch den Mühlbach angetrieben, davon leitet sich sein Name ab. Vor dem Gebäude Im Mühlchen in der Hintergasse 16 liegen noch die ehemaligen Mühlsteine. Der Mühlbach wurde seinerzeit zu mehreren Teichen aufgestaut und deren Wasser zum Betrieb der Mühle abgelassen.

### Pfingstgetrieschen
Der Quellhorizont der Pfingstgetrieschen-Quelle befindet sich innerhalb ehemaliger Freizeitgärten am Hang des Lohrbergs, die die Stadt Frankfurt in jüngster Zeit aus Mitteln der naturschutzrechtlichen Ausgleichsabgabe angekauft hat, um den früher intensiv genutzten Bereich der Quelle nach und nach zu renaturieren. Die Bezeichnung „Triesch“ ist mundartlichen Ursprungs und deutet darauf hin, dass sich die Quelle einst auf unbebauter Fläche befand, die als Viehweide gedient hat. Ihr Wasser läuft dem Seckbacher Mühlbach zu.

### Pfingstlohr
Die Quellgalerie der Pfingstlohr befindet sich heute im Bereich von Freizeitgärten am Lohrberg-Hang und ist daher unzugänglich. Ihr Wasser bildet auf einer Höhe von 135 Metern über NN mit dem der Quelle Bachgrund und einigen Bachgräben den Seckbacher Mühlbach.

### Wüst
Das Wasser der am Lohrberg entspringenden Quelle Wüst läuft dem Seckbacher Mühlbach zu.

### Ehemaliges Seckbacher Wasserwerk

#### Pumpwerk
Das ehemalige Pumpwerk des Seckbacher Wasserwerks von 1897 befand sich in der Hintergasse 23 (heute: Alsfelder Straße 23). Es nutzte zwei Seckbacher Quellgruppen zur Wassergewinnung. Quellwasser wurde in einem 180 Kubikmeter fassenden Saugschacht aufgefangen und über das Grundstück Alsfelder Straße 12 zum Pumpwerk geleitet. Die Schachtabdeckungen kann man noch heute auf dem genannten Grundstück erkennen. Das Pumpwerk beförderte das Wasser zum Hauptsammelbehälter am Lohrberg.

#### Hauptsammelbehälter
Der ehemalige Hauptsammelbehälter des Seckbacher Wasserwerks von 1897 befindet sich in der Straße Am Pfingstlohr. Er hat ein Fassungsvermögen von 300 Kubikmeter und ist in Stampfbeton ausgeführt. Sein höchster Wasserspiegel lag bei 160 Metern über NN. Durch ein Rohrleitungsnetz lief das Wasser von hier bis in Bauernhöfe und Haushaltungen im Westen Seckbachs. Ab 1903 erfolgte eine duale Wasserversorgung zusammen mit dem Anschlussrohr an das städtische Rohrleitungssystem, das, vom Wasserpark kommend, in der Villenkolonie Heimgarten mündete.

#### Gegensammelbehälter
Der ehemalige Gegensammelbehälter des Seckbacher Wasserwerkes von 1897 befindet sich am nördlichen Ende des Klingenweges am Lohrberg. Er besitzt ein Fassungsvermögen von 100 Kubikmetern. In ihm wurden Grund- und Oberflächenwasser sowie die stark schüttenden Quellen Draisborn, Pfingstlohr und Wüst aufgefangen und über das ehemalige Pumpwerk in der Alsfelder Straße 23 in den Hauptsammelbehälter in der Straße Am Pfingstlohr gepumpt. Noch bis 1953 wurden Haushaltungen und Bauernhöfe im östlichen Teil Seckbachs vom Gegensammelbehälter mit Wasser versorgt. Durch seine hohe Lage besaßen seine Rohrleitungen genügend Gefälle, um für eine anteilige Wasserversorgung Seckbachs nicht auf das Pumpwerk angewiesen zu sein.

## Galerie

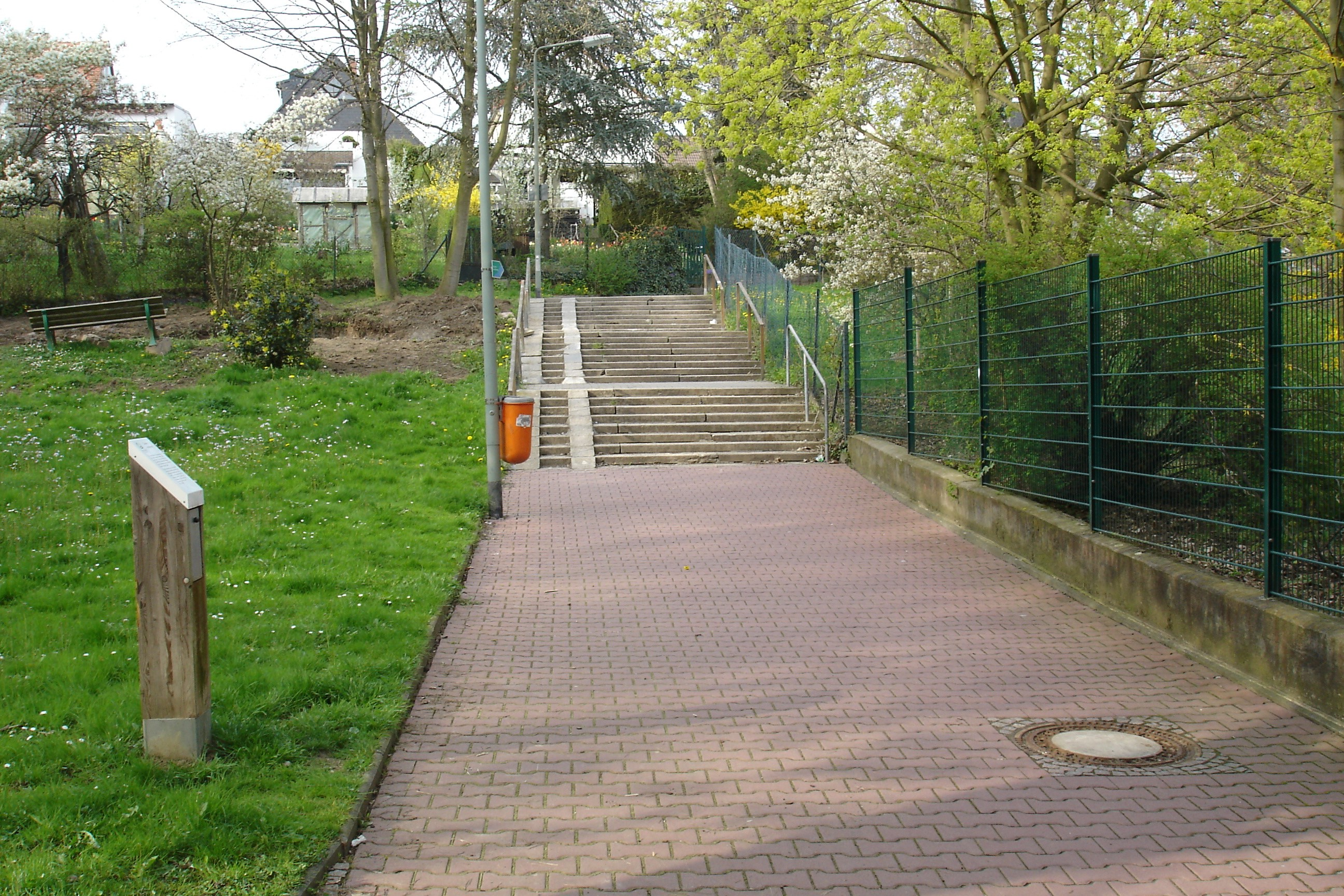
Beginn des Wanderweges Atzelberg Ost
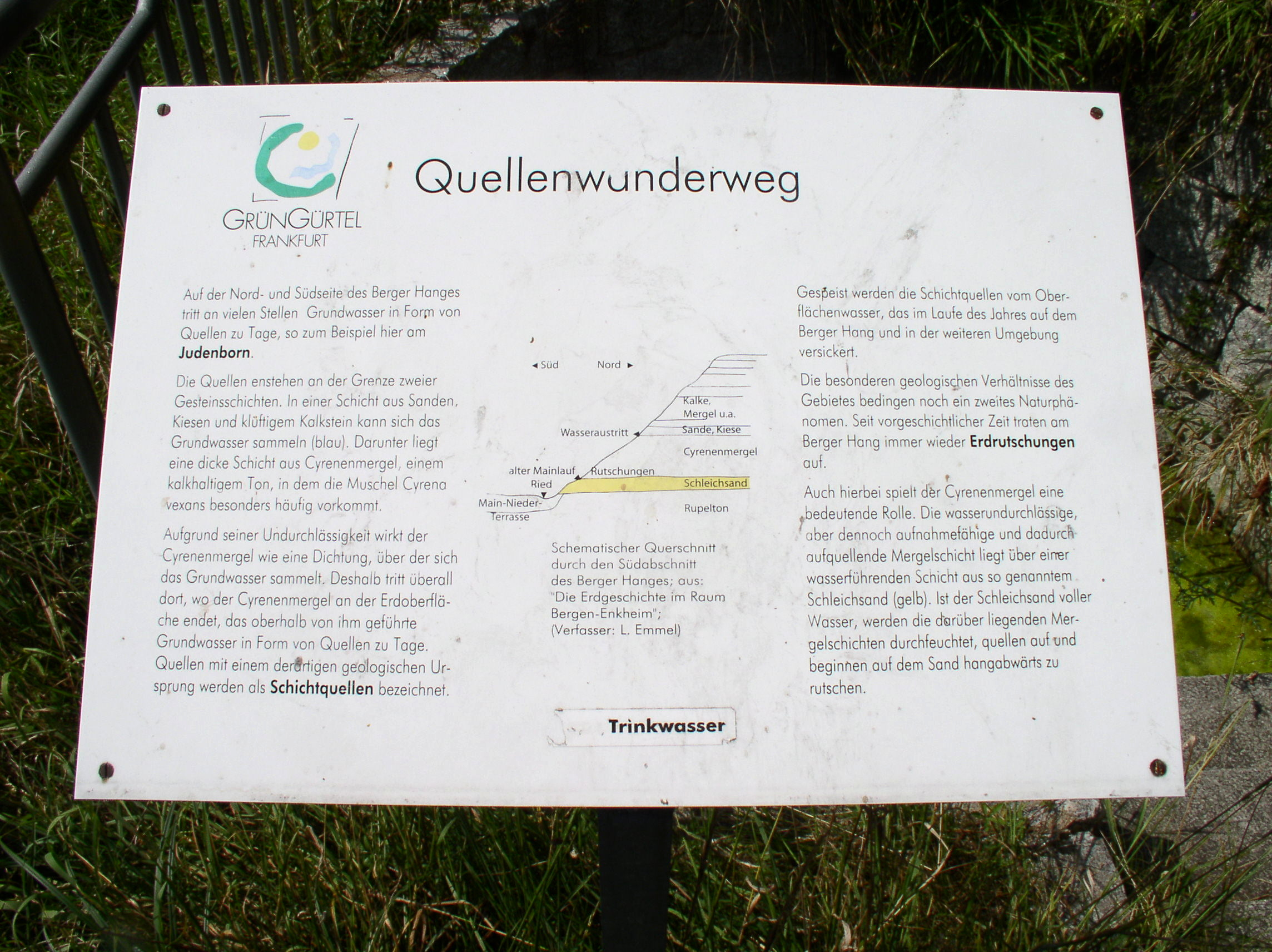
Informationstafel mit Beschreibung der geologischen Verhältnisse am Südhang des Berger Rückens
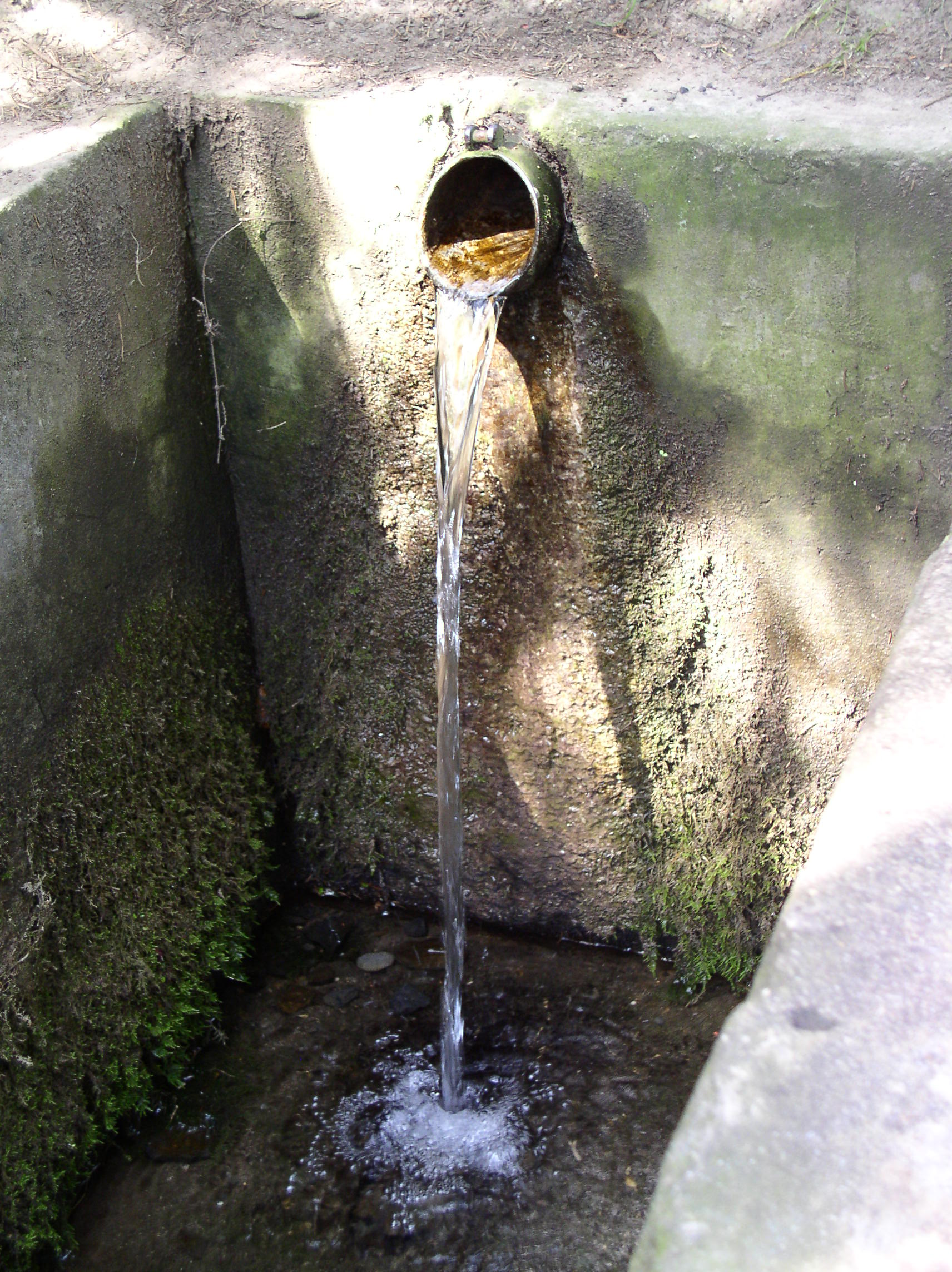
Fassung des Klingenborns am Klingenweg im Stadtteil Seckbach (Quelle Nr. 9 des Wanderwegs)
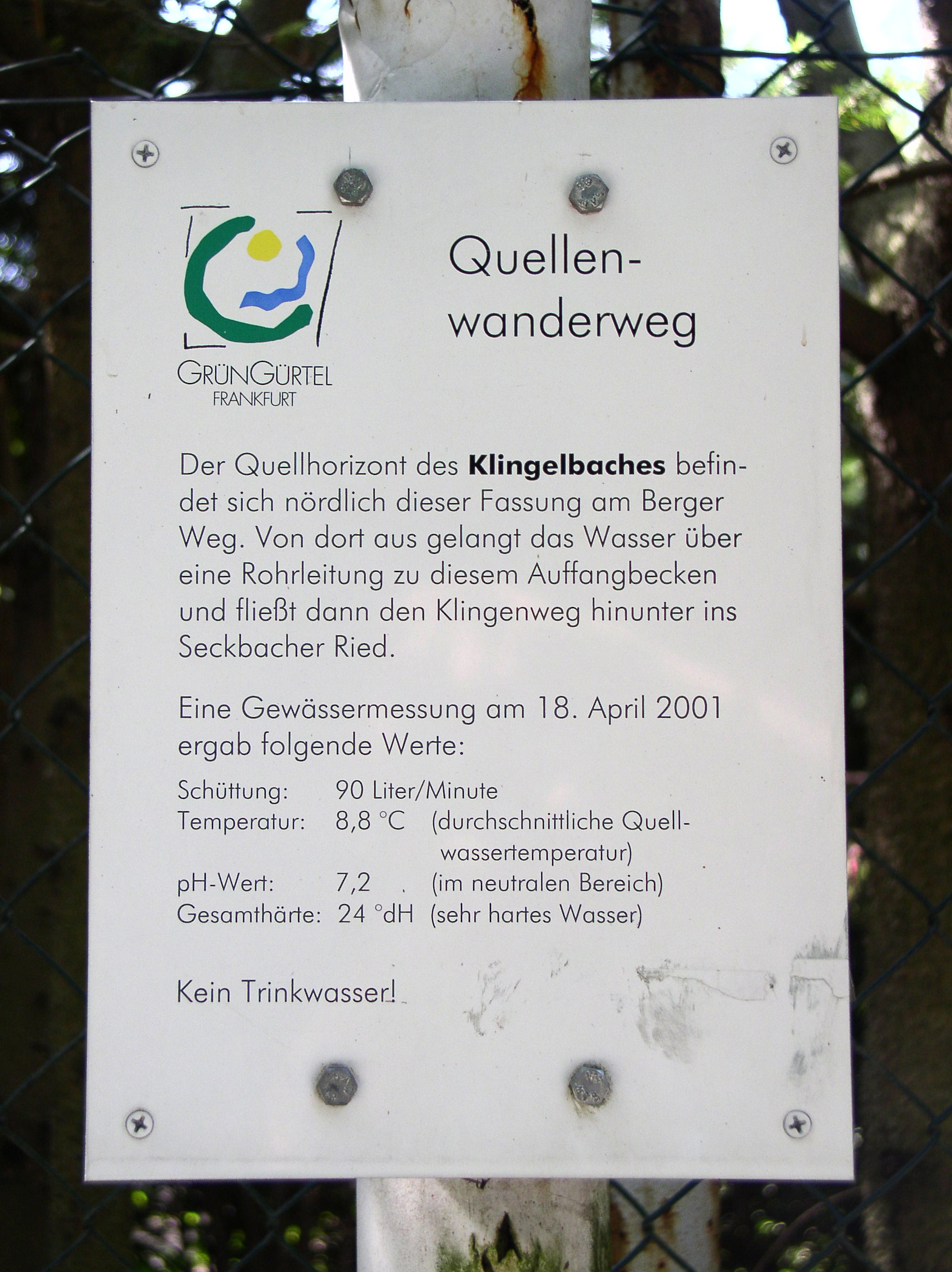
Informationsschild am Klingelbach mit Beschreibung des Bachverlaufs und der Gewässerwerte
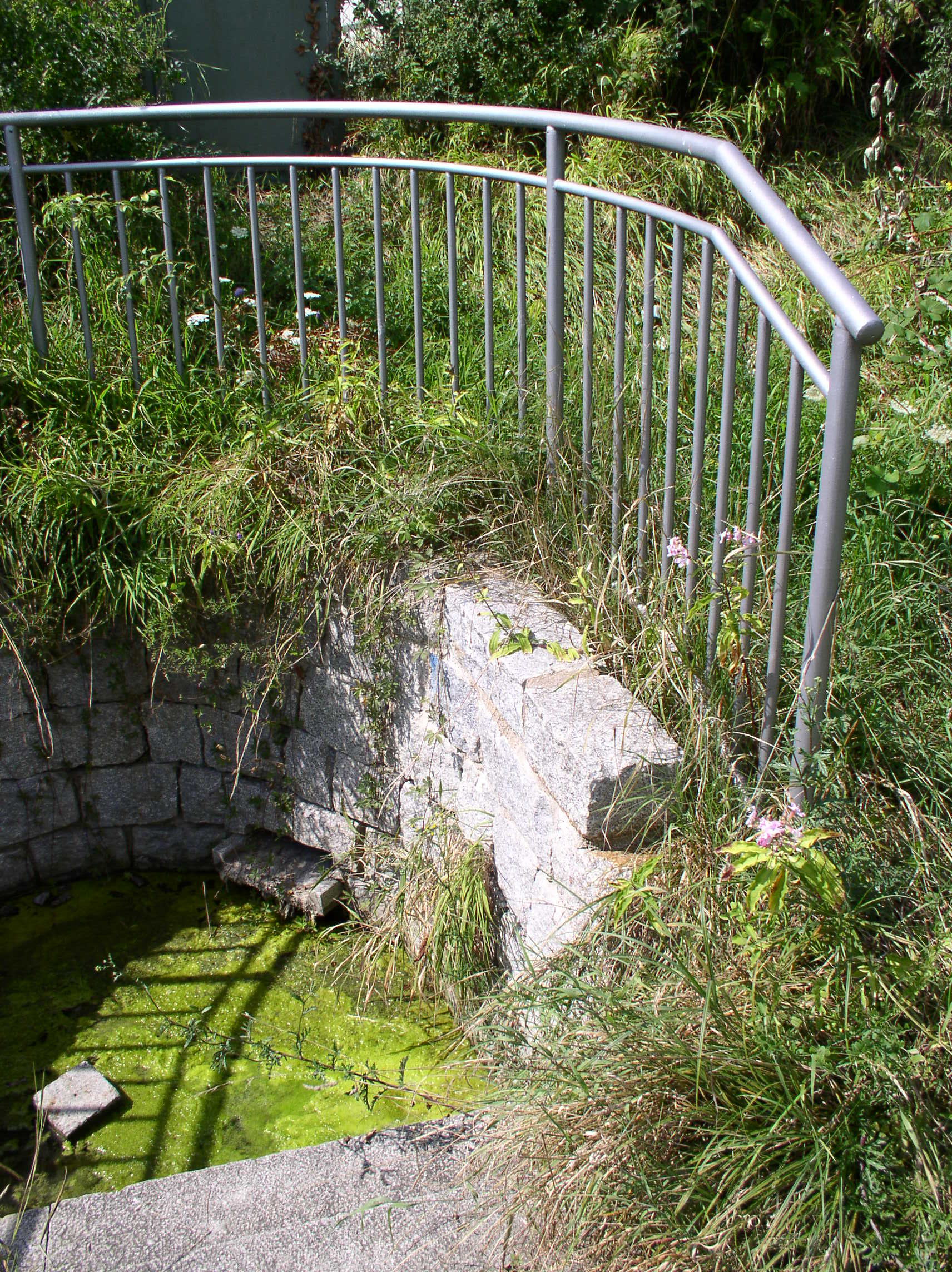
Fassung des Judenborns in der Nähe der Vilbeler Landstraße zwischen Seckbach und Bergen (Quelle Nr. 11)